# Luigi Ferdinando Tagliavini
Luigi Ferdinando Tagliavini (Bologna, 7 ottobre 1929 – Bologna, 11 luglio 2017) è stato un organista, clavicembalista, musicologo e compositore italiano.

## Biografia
Primo figlio del glottologo Carlo Tagliavini, ha condotto studi musicali nelle classi di organo, pianoforte e composizione con Riccardo Nielsen al Conservatorio di Bologna e al Conservatorio di Parigi (nella classe di Marcel Dupré). Laureatosi all'Università di Padova nel 1951  sotto la guida di Ladislao Mittner con una dissertazione in lingua e letteratura tedesca intitolata Studi sui testi delle cantate sacre di J.S. Bach, poi pubblicata nel 1956. Ha insegnato organo complementare presso il Conservatorio di Bologna (ove ha ricoperto anche l'incarico di bibliotecario) e più tardi presso il Conservatorio Monteverdi di Bolzano, dapprima come professore incaricato e successivamente come ordinario di organo.
Docente di storia della musica presso l'Università di Parma, è successivamente approdato all'Università di Friburgo (Svizzera) dove nel 1971 è diventato ordinario e direttore dell'Istituto di Musicologia. Professore ospite in diverse università statunitensi, è stato attivo come concertista in Italia e all'estero. È stato titolare degli organi della Basilica di San Petronio a Bologna. Fondatore assieme a Renato Lunelli della rivista L'Organo, ha insegnato regolarmente ai corsi estivi di Haarlem e ai corsi dell'Accademia di musica per organo di Pistoia.
Con Marie-Claire Alain, Anton Heiller e Gustav Leonhardt ha fortemente contribuito alla riscoperta e all'affermazione della prassi esecutiva clavicembalistica e organistica barocca. Assieme a Oscar Mischiati, suo collega e amico, è stato, dopo Renato Lunelli, il secondo esponente dell'Orgelbewegung in Italia, movimento che si è proposto il restauro e la valorizzazione di organi antichi secondo criteri storici. Punto di riferimento fondamentale nell'organaria italiana, alcuni dei restauri da lui guidati costituiscono un autentico spartiacque nel panorama organistico nazionale; in particolare, l'intervento agli organi Lorenzo da Prato e Baldassarre Malamini di San Petronio ha consegnato due strumenti assolutamente unici e inestimabili.
Concertista tra i più affermati della sua generazione, ha suonato sui più importanti organi italiani ed europei. Ha realizzato numerose incisioni, ricevendo diversi premi, tra i quali il Premio della discografia Italiana, lo Schallplattenpreis der deutschen Phono-Akademie, la distinzione Choc de la musique per il CD realizzato insieme con Liuwe Tamminga sugli organi di San Petronio e dedicato ad Andrea e Giovanni Gabrieli, il Premio Antonio Vivaldi e il Premio Massimo Mila.
Tra le altre onorificenze si ricordano l'ordine dell'Aquila del Tirolo in oro conferitogli a Innsbruck nel 1982, il dottorato honoris causa in musica dell'Università di Edimburgo e il titolo onorario di Fellow del Royal College of Organists di Londra nel 1996, la laurea ad honorem dell'Università di Bologna nelle discipline delle arti, della musica e dello spettacolo nel 1999, e il dottorato honoris causa in musica sacra del Pontificio Istituto di Musica Sacra nel 2011.
Autore di numerosi scritti musicologici, fu membro dell'Accademia Nazionale di Santa Cecilia e curatore di edizioni critiche di opere di Frescobaldi, Zipoli, Mozart e altri ancora.
È stato possessore di una collezione di strumenti musicali pressoché unica, che raccoglie circa 70 tra clavicembali, clavicordi, spinette, pianoforti, organi, ma anche fiati e strumenti automatici che vanno dal Cinquecento al Novecento. Questo patrimonio nel 2006 è stato donato alla Fondazione Cassa di Risparmio di Bologna e dal 2010 è raccolto ed esposto nel complesso di San Colombano a Bologna, allora restaurato. Vanta strumenti dei più importanti cembalari italiani, tra cui Alessandro Trasuntino, Giovan Battista Giusti, Fabio da Bologna e Giovanni Ferrini; quest'ultimo nel 1746 ideò e costruì lo strumento a due manuali che riunisce clavicembalo e fortepiano, del quale sono noti solo pochissimi altri esemplari.

### Morte
È morto alla casa di cura Toniolo di Bologna l'11 luglio 2017 all'età di 87 anni. È sepolto nella tomba di famiglia alla Certosa di Bologna.

## Discografia
- 1991 - Andrea e Giovanni Gabrieli, Gli organi della Basilica di San Petronio, con Liuwe Tamminga (Tactus)
- 1991 - Maestri Padani e Fiamminghi. Gli organi storici della Basilica di San Petronio in Bologna, con Liuwe Tamminga (Tactus)
- 1993 - Giuseppe Gherardeschi, Messa per organo, con la Corale S. Michele Arcangelo di Corsanico (Fonè)
- 1996 - Luigi Ferdinando Tagliavini and his collection of harpsichords (Ermitage)
- 2004 - L'organo Gaetano Callido (La Bottega Discantica)

## Composizioni
- Passacaglia su un tema di Hindemith (1953)

## Pubblicazioni
Tra i suoi saggi, sono stati pubblicati anche
- Studi sui testi delle cantate sacre di J. S. Bach, Padova-Kassel, 1956
- La situazione degli antichi organi in Italia: problemi di censimento e di tutela, in collaborazione con Oscar Mischiati (in "L'organo" 1969)
- Note introduttive alla storia del temperamento in Italia (in "L'organo" 1980)
- J. S. Bach Musik in Italien im 18. und 19. Jahrhundert (in AA.VV., Bachiana et alia musicologica: Festschrift A. Dürr, Kassel, 1983)